# 676 a.C.

## Eventos
- 26a olimpíada:[1]
  - Calístenes da Lacônia vencedor do estádio;
  - Filômbroto da Lacônia vence o pentatlo por três olimpíadas;
  - A Carneia, uma competição para citaristas, é celebrada em Esparta pela primeira vez.